# 전훈영
전훈영(全勳英, 1994년 5월 29일~)은 대한민국의 양궁 선수이다. 2024년 하계 올림픽에 참가, 여자 양궁 단체전에서 금메달을 획득하였다.

## 경력
인천여자중학교 재학 시절인 2009년에 대한민국 주니어 국가대표로 발탁되었다. 그 해 6월 미국 오그던에서 열린 세계 주니어 선수권 대회에 참가했고 단체전 금메달, 개인전 동메달을 획득했다.
인천여중 졸업 후 인일여자고등학교를 거쳐 2013년 경희대학교 체육대학 스포츠지도학과에 입학했다. 이듬해인 2014년 7월 폴란드 레그니차에서 열린 세계 대학 선수권 대회에서 단체전과 혼성 단체전 종목 금메달을 획득했고 개인전 동메달을 획득했다.
대학 졸업을 앞둔 2016년에 실내 양궁 국가대표로 발탁되었으며 12월에 태국 방콕에서 열린 월드컵에서 동메달을 획득했다. 2017년에 실내 양궁 국가대표로서 미국 라스베거스에서 열린 실내 월드컵 대회에 참가했다.
대학 졸업 후인 2017년부터 2021년까지 현대백화점 양궁단 소속으로 대한민국 국내 대회에 참가했으며 2022년에는  인천광역시청 양궁단으로 이적했다. 이후 2024년 4월 대표팀 평가전을 통해 개인전 2위에 오르면서 2024년 하계 올림픽 출전권을 획득했다.
같은 해 7월에는 프랑스 파리에서 열린 2024년 하계 올림픽에 참가했다. 대회 첫 경기인 여자 단체전에서는 남수현과 임시현과 함께 참가했으며 결승에서 중국을 꺾으며 금메달을 획득했다. 이로 인해 대한민국 선수단은 여자 양궁 단체전이 처음으로 올림픽 종목이 된 1988년부터 2024년까지 10회 연속 금메달 획득 기록을 세웠다.
대회 두 번째 경기인 여자 개인전에서 세계랭킹 5위의 강호 리자 바르블랭에게 패한후 4위로 마감하였다.